# Isoscelipteron borneole
Isoscelipteron borneole är en insektsart som beskrevs av U. Aspöck och H. Aspöck 1991. Isoscelipteron borneole ingår i släktet Isoscelipteron och familjen Berothidae. Inga underarter finns listade i Catalogue of Life.